# دی‌جی یلا
آنتوان کارابی با نام هنری دی‌جی یلا (انگلیسی: DJ Yella؛ زادهٔ ۱۱ دسامبر ۱۹۶۷ در کامپتن، کالیفرنیا، آمریکا) موسیقی‌دان اهل ایالات متحده آمریکا است. وی از سال ۱۹۸۱ میلادی تاکنون مشغول فعالیت بوده‌است. او بعدها به همراه دکتر دره، آیس کیوب، ام سی رن شاهزاده عرب و ایزی-ئی گروه گنگستا رپ پیشرو ان.دابلیو.ای را تأسیس کرد.